# 高木宗男
高木 宗男（たかぎ むねお）は、元・緑資源機構理事。
宇都宮大学農学部卒業後、住宅販売会社勤務を経て、1970年に森林開発公団に入る。1997年、緑資源機構林道企画課長に就任。森林業務部次長、森林業務部長を歴任。2005年、緑資源機構理事に就任した。ほかに、特定森林地域協議会副会長、森公弘済会理事などの要職を歴任した。

2007年5月24日、独占禁止法違反容疑で東京地検特捜部に逮捕された。前任者山崎進一前理事の考案した官製談合システムを引き継いで主導した模様。なお、考案した山崎前理事は自殺している。